# L'Hospital (Horta de Sant Joan)
L'Hospital és una obra d'Horta de Sant Joan (Terra Alta) inclosa a l'Inventari del Patrimoni Arquitectònic de Catalunya.

## Descripció
Construcció de planta rectangular que consta de planta baixa i dos pisos. És coberta a dues vessants, amb el carener perpendicular a la façana principal i amb mènsules de suport de pedra. Consta de tres crugies transversals amb jàssera i murs a base de carreus ben escairats de pedra. És un edifici molt massís amb poques obertures, no totes originals. La porta d'entrada del carrer Doctor Ferran té un arc apuntat singular, mentre que la del carrer Hospital és d'arc de mig punt, recuperat durant la rehabilitació de l'immoble i adequació com a centre cultural. És emplaçada a la zona baixa del nucli antic de la població, havent-hi un desnivell entre la façana principal, al carrer Doctor Ferran, i el carrer Hospital.

## Història
Edifici renaixentista de l'any 1580. Originàriament fou església dedicada a la Mare de Déu dels Desemparats, i posteriorment hospital. Durant el 1837 fou cremat per les tropes constitucionals. Fins al 1986 fou caserna de la Guàrdia Civil. Després va passar a ser rehabilitat i adequat com a centre cultural, anomenant-se Centre Cultural Picasso d'Horta. La rehabilitació i restauració del conjunt es va dur a terme els anys 1986-1988 i els anys 1990-1991, amb subvenció del Departament de Cultura de la Generalitat de Catalunya. Des del 2014 però existeix un projecte que pretén convertir la Casa Abadia, vora l'Ajuntament i l'església, en el nou Centre Picasso, que passaria dels 250 als 800 m2 d'espai utilitzable.